# Saison 2008-2009 des Girondins de Bordeaux
Maillots
Chronologie
Saison précédente Saison suivante
Les Girondins de Bordeaux sont engagés cette année dans 4 compétitions : la Ligue 1, la Coupe de la Ligue où ils n'entreront qu'à partir du stade des 8e de finale, la Coupe de France et la Ligue des champions.
Jean-Louis Triaud est le Président du club depuis 2002 et Laurent Blanc est l'entraîneur depuis juillet 2007.

## Effectif professionnel
| N° | Nom                | Poste     | Naissance         | Nationalité sportive | Sélection      | Contrat actuel           | Dernier club       |
| 1  | Kevin Olimpa       | Gardien   | 10 mars 1988      | France               | -              | Juin 2008 - Juin 2009    | Formé au club      |
| 3  | Henrique           | Défenseur | 2 mai 1983        | Brésil               | -              | Juin 2005 - Juin 2010    | CR Flamengo        |
| 4  | Alou Diarra        | Milieu    | 15 juillet 1981   | France               | France A       | Juin 2007 - Juin 2011    | Olympique lyonnais |
| 5  | Fernando           | Milieu    | 3 mai 1981        | Brésil / Italie      | Brésil A       | Juin 2005 - Juin 2011    | Catania            |
| 6  | Franck Jurietti    | Défenseur | 30 avril 1975     | France               | France A       | Juin 2003 - Juin 2009    | AS Monaco          |
| 7  | Yoan Gouffran      | Attaquant | 25 mai 1986       | France               | France Espoirs | Juin 2008 - Juin 2012    | SM Caen            |
| 8  | Yoann Gourcuff     | Milieu    | 11 juillet 1986   | France               | France A       | Prêt                     | Milan AC           |
| 9  | Fernando Cavenaghi | Attaquant | 21 septembre 1983 | Argentine / Italie   | Argentine A    | Janvier 2007 - Juin 2011 | Spartak Moscou     |
| 10 | Jussiê             | Attaquant | 19 septembre 1983 | Brésil               | -              | Janvier 2007 - Juin 2011 | RC Lens            |
| 11 | David Bellion      | Attaquant | 27 novembre 1982  | France               | -              | Juin 2007-Juin 2011      | OGC Nice           |
| 13 | Diego Placente     | Défenseur | 24 avril 1977     | Argentine / Italie   | Argentine A    | Juillet 2008 - Juin 2010 | CA San Lorenzo     |
| 14 | Souleymane Diawara | Défenseur | 24 décembre 1978  | Sénégal              | Sénégal A      | Juin 2007 - Juin 2011    | Charlton           |
| 16 | Ulrich Ramé        | Gardien   | 19 septembre 1972 | France               | France A       | Juin 1997 - Juin 2010    | SCO Angers         |
| 17 | Wendel             | Milieu    | 8 avril 1982      | Brésil               | -              | Aout 2006 - Juin 2012    | Santos             |
| 19 | Pierre Ducasse     | Milieu    | 7 mai 1987        | France               | France Espoirs | Juin 2005 - Juin 2011    | Formé au club      |
| 21 | Mathieu Chalmé     | Défenseur | 7 octobre 1980    | France               | -              | Juin 2007 - Juin 2011    | Lille OSC          |
| 24 | Abdou Traoré       | Milieu    | 17 janvier 1988   | Mali                 | Mali Espoirs   | Mai 2008 - Juin 2011     | Formé au club      |
| 25 | Henri Saivet       | Attaquant | 26 octobre 1990   | France               | France -17     | Juin 2007 - Juin 2010    | Formé au club      |
| 26 | Gabriel Obertan    | Attaquant | 26 février 1989   | France               | France -19     | Juin 2006 - Juin 2011    | Formé au club      |
| 27 | Marc Planus        | Défenseur | 7 mars 1982       | France               | France Espoirs | Juin 2001 - Juin 2011    | Formé au club      |
| 28 | Benoît Trémoulinas | Défenseur | 28 décembre 1985  | France               | -              | Juin 2006 - Juin 2010    | Formé au club      |
| 29 | Marouane Chamakh   | Attaquant | 10 janvier 1984   | Maroc                | Maroc A        | Juin 2002 - Juin 2010    | Formé au club      |
| 30 | Mathieu Valverde   | Gardien   | 14 mai 1983       | France               | France Espoirs | Juin 2003 - Juin 2010    | Formé au club      |

| \| Ramé Chalmé Trémoulinas Planus Diawara Diarra Fernando Gourcuff Cavenaghi Wendel Chamakh \| L'équipe-type du titre 2009 |
| Ramé Chalmé Trémoulinas Planus Diawara Diarra Fernando Gourcuff Cavenaghi Wendel Chamakh                                   |

## Staff technique
- Laurent Blanc, entraîneur
- Jean-Louis Gasset, entraîneur adjoint
- Éric Bedouet, préparateur physique
- Dominique Dropsy, entraîneur des gardiens

## Dirigeants
- Jean-Louis Triaud, président
- Nicolas de Tavernost, actionnaire principal
- Michel Pavon, responsable recrutement
- Patrick Battiston et Marius Trésor, responsables du centre de formation

## Transferts

### Été 2008
| Nom                | Nationalité         | Transfert                | Provenance/Destination | Division         |
| Arrivées           |                     |                          |                        |                  |
| Yoan Gouffran      | France              | Achat (4 ans, 6.5 M d'€) | SM Caen                | Ligue 1          |
| Diego Placente     | Argentine / Italie  | Achat                    | CA San Lorenzo         | Primera División |
|                    |                     |                          |                        |                  |
| Prêts              |                     |                          |                        |                  |
| Yoann Gourcuff     | France              | Prêt avec option d'achat | Milan AC               | Calcio           |
| Retours de prêt    |                     |                          |                        |                  |
| Paul Baysse        | France              | Retour de prêt           | CS Sedan-Ardennes      | Ligue 2          |
| Bruno Ecuele Manga | France              | Retour de prêt           | Rodez AF               | National         |
| Youssef Sekour     | France              | Retour de prêt           | FC Nantes              | Ligue 2          |
| Kevin Tunani       | France              | Retour de prêt           | AS Beauvais            | National         |
| Signatures pros    |                     |                          |                        |                  |
| Abdou Traoré       | Mali                | 1er contrat pro          | Réserve FCGB           | CFA              |
| Wilfried Moimbé    | France              | 1er contrat pro          | Réserve FCGB           | CFA              |
| Floyd Ayité        | France              | 1er contrat pro          | Réserve FCGB           | CFA              |
| Cheick Diabaté     | Mali                | 1er contrat pro          | Réserve FCGB           | CFA              |
| Kevin Olimpa       | France              | 1er contrat pro          | Réserve FCGB           | CFA              |
| Départs            |                     |                          |                        |                  |
| David Jemmali      | Tunisie             | Fin de contrat           | Grenoble Foot 38       | Ligue 1          |
| Johan Micoud       | France              | Fin de contrat           | Retraite               |                  |
| Bruno Ecuele Manga | France              | Vente                    | SCO Angers             | Ligue 2          |
| Youssef Sekour     | Maroc               | Vente                    | CS Sedan-Ardennes      | Ligue 2          |
| Romain Brégerie    | France              | Vente                    | FC Metz                | Ligue 2          |
| Alejandro Alonso   | Argentine / Espagne | Vente                    | AS Monaco              | Ligue 1          |
| Paul Baysse        | France              | Vente                    | CS Sedan-Ardennes      | Ligue 2          |
| Prêts              |                     |                          |                        |                  |
| Wilfried Moimbé    | Mali                | Prêt                     | Stade de Reims         | Ligue 2          |
| Floyd Ayité        | Togo                | Prêt                     | SCO Angers             | Ligue 2          |
| Cheick Diabaté     | Mali                | Prêt                     | AC Ajaccio             | Ligue 2          |
| Ted Lavie          | France              | Prêt                     | SCO Angers             | Ligue 2          |
| Retours de prêt    |                     |                          |                        |                  |
| Aucun              |                     |                          |                        |                  |

## Les rencontres de la saison
Tous les matchs à domicile se jouent au Stade Jacques-Chaban-Delmas

### Matches amicaux
Le programme de reprise des Girondins pour cette saison a été fixé par Laurent Blanc. L'équipe reprendra l'entraînement le 30 juin au Haillan puis partira en stage sur la côte basque le 2 juillet, ils affrontaient à l'issue de ce stage l'équipe corse d'Ajaccio. Les Girondins encaissent un but tôt inscrit par Cheick Diabaté, bordelais prêté à Ajaccio cette saison. À la 33e minute, l'équipe de Laurent Blanc égalisé par l'intermédiaire de David Bellion sur pénalty. Après une large revue d'effectif à la mi-temps, le jeu se stabilise un peu. Alejandro Alonso donnera la victoire aux siens en toute fin de match. L'équipe va enchaîner trois autres matchs amicaux les opposant à Châteauroux (conclut par un match nul 1-1 où une équipe d'allure type en première période a pu se montrer puis encore une large revue d'effectif pour permettre aux jeunes de découvrir le monde pro). Face à Marseille, les Girondins connaitront leur premier revers en s'inclinant sur un petit but inscrit par Djibril Cissé. Le match face à Toulouse FC a permis à Laurent Blanc de faire beaucoup d'essais à différents postes. Leur série de matchs amicaux s'est terminée contre le FC Lorient et une victoire 1-0 grâce à un but inscrit par la recrue Yoann Gourcuff; à la suite de ce match ils entament un second stage en Bretagne pour finir la préparation. La saison officielle des Girondins commencent une semaine plus tôt que les autres, en effet ils affrontent l'Olympique lyonnais dans le cadre du Trophée des champions.
Petite anecdote sur la préparation girondine : la rencontre contre Lorient n'était pas à la base programmée, les Girondins devaient affronter Rennes en cours de stage mais la participation à la Coupe Intertoto de cette équipe a fait annuler le match.
.

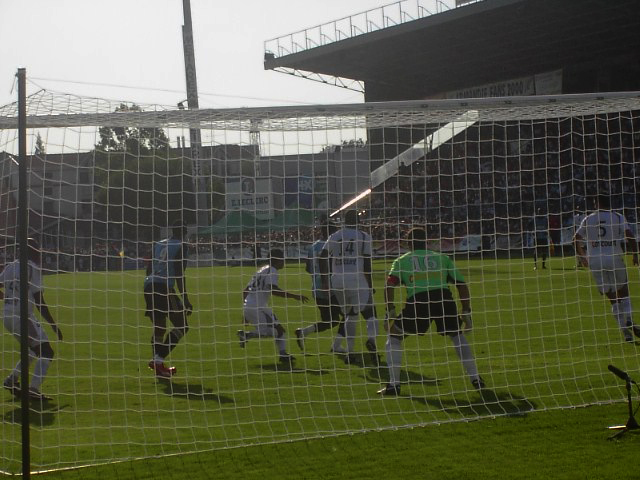
La défense bordelaise pendant le match d'avant saison face à Marseille, le 19 juillet 2008

Pendant la trêve internationale, en septembre, pour le début des qualifications à la Coupe du monde de football de 2010, Bordeaux rencontra l'équipe espagnole d'Osasuna. Le match se conclut sur un score nul de 1-1
Lors de la seconde trêve internationale, du mois d'octobre, les Girondins rencontrent le FC Nantes, le match s'est soldé par une défaite. Les buts nantais ont été inscrits par Ronny Rodelin et Claudiu Keserü.
Enfin, pour la trêve internationale du mois de mars, les girondins affrontent l'équipe de l'Athletic Bilbao, à Saint-Jean-de-Luz et remportent la rencontre par 3 buts contre 1, grâce notamment à un doublé de David Bellion.
| Date             | Adversaire             | Lieu                                     | Score | Buteurs              | Public |
| ---------------- | ---------------------- | ---------------------------------------- | ----- | -------------------- | ------ |
| 11 juillet 2008  | AC Ajaccio             | Biscarrosse (Landes)                     | 2 - 1 | Bellion - Alonso     | 2 000  |
| 16 juillet 2008  | LB Châteauroux         | Barbezieux (Charente)                    | 1 - 1 | Y. Gourcuff          | 3 000  |
| 19 juillet 2008  | Olympique de Marseille | Agen (Lot-et-Garonne)                    | 0 - 1 | -                    | 12 000 |
| 23 juillet 2008  | Toulouse FC            | Dax (Landes)                             | 0 - 0 | -                    |        |
| 27 juillet 2008  | FC Lorient             | Carnac (Morbihan)                        | 1 - 0 | Y. Gourcuff          |        |
| 5 septembre 2008 | Osasuna                | Capbreton (Landes)                       | 1 - 1 | Wendel               |        |
| 10 octobre 2008  | FC Nantes              | Vaux-sur-Mer (Charente-Maritime)         | 0 - 2 | -                    | 600    |
| 27 mars 2009     | Athletic Bilbao        | Saint-Jean-de-Luz (Pyrénées-Atlantiques) | 3 - 1 | Bellion x2, Gouffran | 600    |

### Trophée des champions
Les Girondins remportent leur premier trophée de la saison après un match dominé mais qui se sera conclu par un match nul 0-0. Les deux équipes étant encore en préparation, il n'y a pas de prolongation et c'est une séance de tirs au but qui départage les deux équipes. Malgré une très mauvaise entame dans la séance, Cavenaghi et Bellion s'étant heurté au portier lyonnais Hugo Lloris, les Girondins parviennent quand même à s'imposer 5 tirs au but à 4, les joueurs lyonnais ayant manqué leur transformation sont Sidney Govou, Fabio Grosso et Cris.
| Finale 2 août 2008 | Girondins de Bordeaux | 0–0 | Olympique lyonnais | 17:55 - Stade Chaban-Delmas, Bordeaux                       |
|                    |                       |     |                    | Spectateurs : 30 000 spectateurs Arbitrage : Bertrand Layec |
|                    | Rapport               |     |                    |                                                             |

|  | Titulaires : · Ulrich Ramé · Mathieu Chalmé · Souleymane Diawara · Henrique 87e · Franck Jurietti · Alou Diarra 70e · Yoann Gourcuff · Fernando 85e · Wendel · Yoan Gouffran 74e · Marouane Chamakh 84e · Remplaçants : · Fernando Cavenaghi 70e · Gabriel Obertan 74e · David Bellion 84e · Entraîneur : · Laurent Blanc · | Finale du Trophée des Champions 2008 |  | Titulaires : · Hugo Lloris · Fabio Grosso · Cris · Mathieu Bodmer 44e · Anthony Réveillère 37e · Jean II Makoun · Jérémy Toulalan · César Delgado 86e · Sidney Govou · Miralem Pjanić 72e · Karim Benzema · Remplaçants : · Milan Baroš 72e · Kim Källström 86e · Entraîneur : · Claude Puel |

|                                                                         |                 | -                                                               |  |  |  |
|                                                                         |                 |                                                                 |  |  |  |
| Cavenaghi · Fernando · Wendel · Bellion · Gourcuff · Jurietti · Diawara | Tirs au but 5–4 | Benzema · Bodmer · Källström · Govou · Grosso · Toulalan · Cris |  |  |  |

### Ligue 1

#### Août et septembre 2008: démarrage compliqué

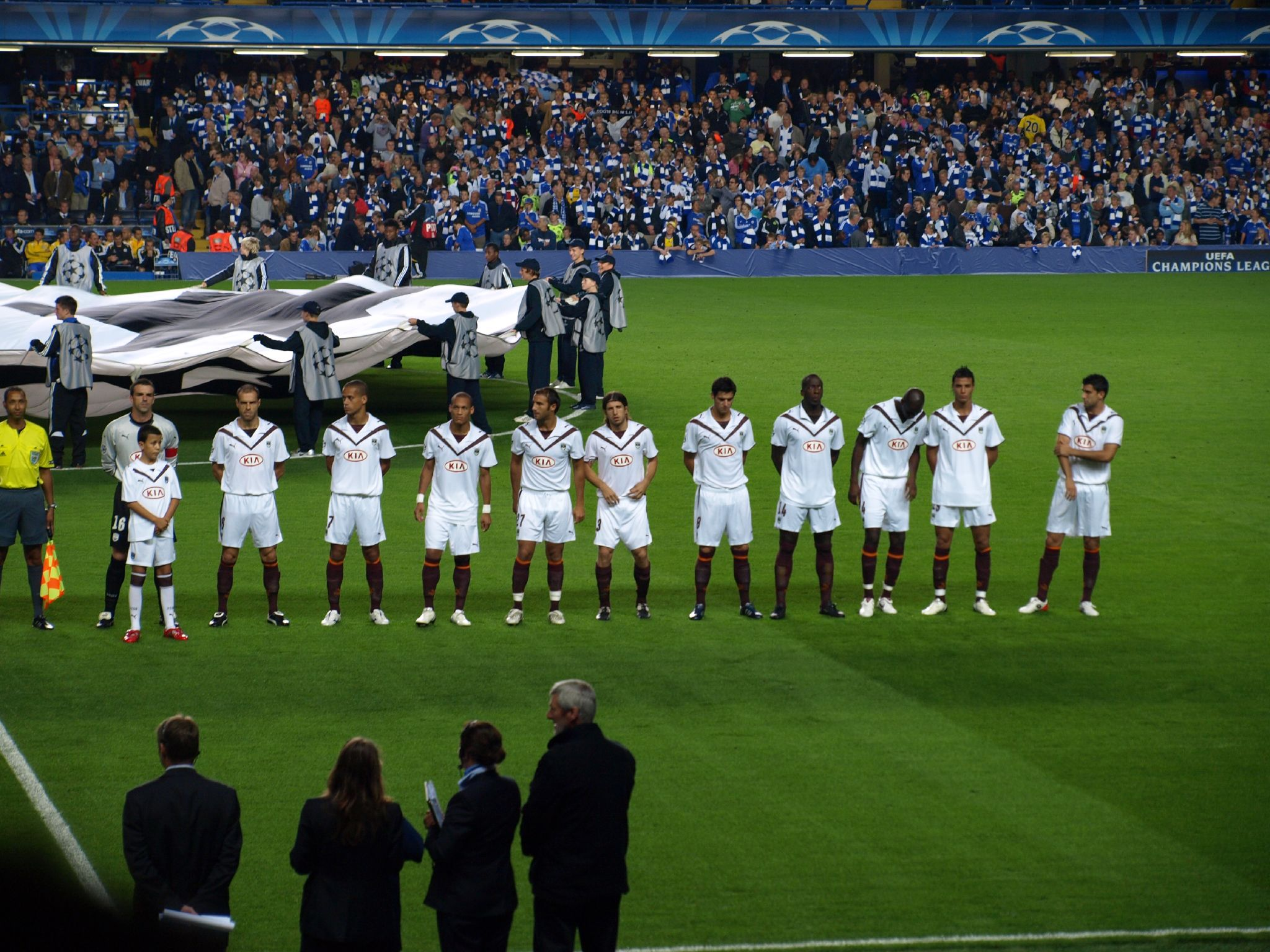
Équipe de Bordeaux face à Chelsea FC.

Les Girondins entament comme l'année dernière leur saison par une victoire en démontrant à ses concurrents pendant le match contre le SM Caen que Bordeaux avait de l'orgueil parvenant à mener alors rapidement. Pourtant les hommes de Laurent Blanc font preuve de beaucoup plus de difficultés pour la deuxième journée, dominant pourtant mais ne parvenant pas à marquer face à un Paris SG très regroupé en défense et qui sur un contre obtiendra la victoire. Le manque d'efficacité offensive inquiète, craintes confirmées lors de la réception du FC Nantes, Bordeaux domine et parvient à gagner mais le score de 2-0 parait minime tant les Girondins se sont procuré un grand nombre d'occasions mais cette victoire permet de propulser les Bordelais sur le podium. Cependant, de nouveau à l'extérieur, a lieu un non-match des hommes de Laurent Blanc qui s'inclinent logiquement à Lille OSC.
Intraitable à domicile, Bordeaux reçoit l'Olympique de Marseille très en jambe depuis le début de la saison, le match se finira sur un match nul logique de 1-1 et les Aquitains conservent une longue invincibilité (31 ans) contre l'OM à domicile.
C'est la boule au ventre que se déplace Bordeaux chez Grenoble. Après leur grosse défaite en Ligue des champions (4-0 face à Chelsea), les marines et blancs doivent se rassurer. Dans un match plutôt dominé, le club au scapulaire y parvient et obtient sa 1re victoire à l'extérieur. Le mois de septembre se finit sur un match mitigé et assez terne face à l'AS Saint-Étienne et un score de 1-1.

#### Octobre 2008: l'explosion girondine
Bordeaux qui stagne au classement, va mieux malgré une nouvelle défaite en Ligue des champions (3-1 contre Rome) et le prouve lors d'un déplacement à Lorient où le groupe fait preuve de beaucoup de sang-froid et d'abnégation et surtout d'une très bonne qualité offensive avec notamment l'apport de Yoann Gourcuff, qui se révèle enfin et confirme tous les espoirs placés en lui.
Les Girondins de Bordeaux entament en pleine confiance la longue série de matchs tous les 3 jours, avec une victoire à domicile contre Toulouse FC, passant devant ceux-ci. Ils enchaînent ensuite avec une courte victoire contre les dangereux roumains de Cluj, puis un match nul (2-2) contre l'OGC Nice où une grande polémique né, Bordeaux ayant été défavorisé par des erreurs d'arbitrages.
Ils démontrent alors que ce nul est démérité et écrasent Le Havre 4 à 0.
Leur série de 7 matchs sans défaite se rompt à Nancy, où dans un match pourtant dominé, Bordeaux retombe dans ses travers et ne parvient pas à concrétiser.

#### Novembre 2008: automne compliqué
C'est orgueilleux qu'ils se déplaçaient à Cluj dans le but de se relancer dans une course à la qualification en 8e de finale de la Ligue des champions, leur victoire resserre le groupe, Bordeaux est 3e à égalité avec Rome à un point de Chelsea.
En championnat la situation est même. Le match contre Auxerre et la victoire obtenue pourtant dans un match similaire à celui de Nancy prouve que Bordeaux a des ressources.
Pourtant malgré cette victoire, Bordeaux est à 2 points de Marseille, à 6 de Lyon. Le déplacement chez les champions en titre est déjà capital et les médias on en fait leur clasico, une victoire bordelaise relancerait en effet le championnat. Cependant malgré une maitrise technique, Lyon donne une leçon de réalisme aux Girondins qui repartent en Gironde avec la défaite 2 à 1.
C'est une très mauvaise opération qu'ont réalisés les Bordelais se retrouvant à la 6e place avant d'accueillir le Stade rennais, nouveau 3e. Dans un match plutôt dominé techniquement par Rennes, Bordeaux parvient à limiter la casse en accrochant un match nul permettant de gagner une place au classement.

#### Mai 2009: La lutte pour le titre continue
Les Girondins continuent d'enchaîner les victoires et luttent avec Marseille pour la tête du championnat. La victoire (3-2) lors de la 36e journée, contre Le Mans, constitue leur 9e victoire d'affiliée en Ligue 1. Ils prennent alors également la première place du championnat avec 74 points, en attendant le match du lendemain : Marseille-Lyon. Néanmoins avant ce match, les Olympiens sont toujours devant à la différence de buts; 29 pour Marseille et 28 pour Bordeaux, ce qui permettrait aux Marseillais de repasser devant en cas de victoire. Les joueurs de Laurent Blanc n'ont plus perdu depuis la défaite contre Toulouse (3-0) lors de la 27e journée de L1. Le record absolu de victoires consécutives en championnat est de 10 victoires. Ce record est codétenu par Reims, Bordeaux et Saint-Étienne . Si le club girondin gagne le prochain match contre Monaco, il égalera le dernier record en date, établi il y a 39 ans par Saint-Étienne (1970).
Finalement, Marseille perd au vélodrome contre Lyon (1-3). Bordeaux au terme de la 36e journée de L1 est donc seul en tête avec ses 74 points et avec la meilleure différence de buts : 28.
Les Girondins arrachent une victoire 1-0 dans leur stade Jacques-Chaban-Delmas contre l'AS Monaco, ce qui permet d'égaler le record de 10 victoires consécutives en Ligue 1. La victoire de Marseille contre Nancy (2-1) ne change rien dans la hiérarchie, Bordeaux compte toujours 3 points d'avance (77 points).
Au terme de la dernière journée, la 38e, Bordeaux est sacré champion avec 80 points, après sa victoire 1-0 à Caen. Les Girondins obtiennent leur sixième titre de champion de France et détiennent alors maintenant le record de victoires d'affilée en Ligue 1 : 11.

### Ligue 1
| Date         |     | Adversaire             | Lieu | Résultat |  | Buteurs                                                        | Place | Points | Affluence | Diffusion    |
| 9 août       | J01 | SM Caen                | Dom. | 2 - 1    |  | Gourcuff (54e), Cavenaghi (79e)                                | 4e    | 3      | 29 002    | Foot+        |
| 16 août      | J02 | Paris SG               | Ext. | 1 - 0    |  |                                                                | 11e   | 3      | 41 575    | Orange sport |
| 24 août      | J03 | FC Nantes              | Dom. | 2 - 0    |  | Cavenaghi (5e)(pen), Fernando (86e)                            | 3e    | 6      | 29 748    | Canal+       |
| 31 août      | J04 | Lille OSC              | Ext. | 2 - 1    |  | Cavenaghi (28e)                                                | 7e    | 6      | 14 600    | Foot+        |
| 13 septembre | J05 | Olympique de Marseille | Dom. | 1 - 1    |  | Chamakh (25e)                                                  | 10e   | 7      | 32 854    | Orange sport |
| 20 septembre | J06 | Grenoble Foot          | Ext. | 0 - 1    |  | Jussiê (81e)                                                   | 6e    | 10     | 19 019    | Foot+        |
| 28 septembre | J07 | AS Saint-Étienne       | Dom. | 1 - 1    |  | Cavenaghi(57e)                                                 | 7e    | 11     | 23 191    | Canal+       |
| 4 octobre    | J08 | FC Lorient             | Ext. | 1 - 2    |  | Fernando (66e), (69e)                                          | 5e    | 14     | 11 279    | Foot+        |
| 18 octobre   | J09 | Toulouse FC            | Dom. | 2 - 1    |  | Gourcuff (29e), Bellion (40e)                                  | 4e    | 17     | 27 740    | Foot+        |
| 25 octobre   | J10 | OGC Nice               | Ext. | 2 - 2    |  | Wendel (10e), Cavenaghi (58e)(pen)                             | 4e    | 18     | 12 612    | Foot+        |
| 28 octobre   | J11 | Le Havre AC            | Dom. | 4 - 0    |  | (x2) Bellion (30e), (47e), Cavenaghi (72e), Wendel (80e)       | 2e    | 21     | 21 990    | Foot+        |
| 1er novembre | J12 | AS Nancy-Lorraine      | Ext. | 1 - 0    |  |                                                                | 3e    | 21     | 18 618    | Foot+        |
| 8 novembre   | J13 | AJ Auxerre             | Dom. | 2 - 0    |  | Cavenaghi (70e), Chamakh (75e)                                 | 3e    | 24     | 22 335    | Foot+        |
| 16 novembre  | J14 | Olympique lyonnais     | Ext. | 2 - 1    |  | Cavenaghi (81e)                                                | 6e    | 24     | 36 341    | Canal+       |
| 22 novembre  | J15 | Stade rennais          | Dom. | 1 - 1    |  | Gourcuff (60e)                                                 | 6e    | 25     | 25 213    | Foot+        |
| 29 novembre  | J16 | FC Sochaux             | Ext. | 0 - 0    |  |                                                                | 5e    | 26     | 13 843    | Orange sport |
| 5 décembre   | J17 | Valenciennes FC        | Dom. | 2 - 1    |  | Chamakh (35e), Cavenaghi (47e)                                 | 4e    | 29     | 18 717    | Foot+        |
| 13 décembre  | J18 | Le Mans UC             | Ext. | 1 - 3    |  | Cavenaghi (59e), Chalmé (76e), Jussiê (90e+4)                  | 3e    | 32     | 10 499    | Foot+        |
| 21 décembre  | J19 | AS Monaco              | Ext. | 3 - 4    |  | (x2) Chamakh (52e),(87e), Diarra (67e), Cavenaghi (89e)        | 2e    | 35     | 8 142     | Canal+       |
| 11 janvier   | J20 | Paris SG               | dom. | 4 - 0    |  | Diawara (10e), Cavenaghi (35e), Gourcuff (70e), Fernando (87e) | 2e    | 38     | 31 910    | Canal+       |
| 17 janvier   | J21 | FC Nantes              | Ext. | 1 - 2    |  | Gourcuff (11e), Chamakh (70e)                                  | 2e    | 41     | 26 008    | Orange sport |
| 1er février  | J22 | Lille OSC              | Dom. | 2 - 2    |  | Bellion (17e), Diarra (70e)                                    | 2e    | 42     | 28 137    | Foot+        |
| 8 février    | J23 | Olympique de Marseille | Ext. | 1 - 0    |  |                                                                | 2e    | 42     | 53 856    | Canal+       |
| 14 février   | J24 | Grenoble Foot          | Dom. | 1 - 1    |  | Chamakh (59e)                                                  | 5e    | 43     | 21 392    | Foot+        |
| 22 février   | J25 | AS Saint-Étienne       | Ext. | 1 - 1    |  | Cavenaghi (90e)                                                | 5e    | 44     | 27 048    | Foot+        |
| 1er mars     | J26 | FC Lorient             | Dom. | 1 - 0    |  | Chamakh (49e)                                                  | 4e    | 47     | 22 670    | Foot+        |
| 7 mars       | J27 | Toulouse FC            | Ext. | 3 - 0    |  |                                                                | 5e    | 47     | 30 152    | Foot+        |
| 14 mars      | J28 | OGC Nice               | Dom. | 2 - 1    |  | Chamakh (18e), Henrique (48e)                                  | 4e    | 50     | 25 054    | Orange sport |
| 21 mars      | J29 | Le Havre AC            | Ext. | 0 - 3    |  | Gourcuff (12e), Diawara (58e), Wendel (89e)                    | 3e    | 53     | 14 363    | Foot+        |
| 4 avril      | J30 | AS Nancy-Lorraine      | Dom. | 1 - 0    |  | Chamakh (88e)                                                  | 3e    | 56     | 26 825    | Foot+        |
| 11 avril     | J31 | AJ Auxerre             | Ext. | 0 - 2    |  | Fernando (34e), Wendel (80e)                                   | 3e    | 59     | 20 002    | Foot+        |
| 19 avril     | J32 | Olympique lyonnais     | Dom. | 1 - 0    |  | Diarra (43e)                                                   | 2e    | 62     | 32 858    | Canal+       |
| 29 avril     | J33 | Stade rennais          | Ext. | 2 - 3    |  | Gouffran, (x2) Gourcuff (70e), (90e+3)                         | 2e    | 65     | 26 079    | Foot+        |
| 3 mai        | J34 | FC Sochaux             | Dom. | 3 - 0    |  | Sertic (7e), Gourcuff (15e), Chamakh (90e+4)                   | 2e    | 68     | 27 133    | Canal+       |
| 13 mai       | J35 | Valenciennes FC        | Ext. | 1 - 2    |  | Fernando (38e), Gourcuff (83e)                                 | 2e    | 71     | 15 104    | Orange sport |
| 16 mai       | J36 | Le Mans UC             | Dom. | 3 - 2    |  | Chamakh (38e), Gourcuff (45e), Planus (75e)                    | 1e    | 74     | 32 722    | Foot+        |
| 23 mai       | J37 | AS Monaco              | Dom. | 1 - 0    |  | Chamakh (35e)                                                  | 1e    | 77     | 32 620    | Orange sport |
| 30 mai       | J38 | SM Caen                | Ext. | 0 - 1    |  | Gouffran (48e)                                                 | 1 e   | 80     | 20 924    | Foot+        |

#### Classement
| Rang | Équipe                 | Pts | J  | G  | N  | P  | Bp | Bc | Diff |
| ---- | ---------------------- | --- | -- | -- | -- | -- | -- | -- | ---- |
| 1    | Girondins de Bordeaux  | 80  | 38 | 24 | 8  | 6  | 64 | 34 | +30  |
| 2    | Olympique de Marseille | 77  | 38 | 22 | 11 | 5  | 67 | 35 | +32  |
| 3    | Olympique lyonnais (T) | 71  | 38 | 20 | 11 | 7  | 52 | 29 | +23  |
| 4    | Toulouse FC            | 64  | 38 | 16 | 16 | 6  | 45 | 27 | +18  |
| 5    | Lille OSC              | 64  | 38 | 17 | 13 | 8  | 51 | 39 | +12  |
| 6    | Paris SG               | 64  | 38 | 19 | 7  | 12 | 49 | 38 | +11  |
| 7    | Stade rennais          | 61  | 38 | 15 | 16 | 7  | 42 | 34 | +8   |
| 8    | AJ Auxerre             | 55  | 38 | 16 | 7  | 15 | 35 | 35 | 0    |
| 9    | OGC Nice               | 50  | 38 | 13 | 11 | 14 | 40 | 41 | -1   |
| 10   | FC Lorient             | 45  | 38 | 10 | 15 | 13 | 47 | 47 | 0    |
| 11   | AS Monaco              | 45  | 38 | 11 | 12 | 15 | 41 | 45 | -4   |
| 12   | Valenciennes FC        | 44  | 38 | 10 | 14 | 14 | 35 | 42 | -7   |
| 13   | Grenoble Foot 38 (P)   | 44  | 38 | 10 | 14 | 14 | 24 | 37 | -13  |
| 14   | FC Sochaux-Montbéliard | 42  | 38 | 10 | 12 | 16 | 40 | 48 | -8   |
| 15   | AS Nancy-Lorraine      | 42  | 38 | 10 | 12 | 16 | 38 | 47 | -9   |
| 16   | Le Mans UC 72          | 40  | 38 | 10 | 10 | 18 | 43 | 54 | -11  |
| 17   | AS Saint-Étienne       | 40  | 38 | 11 | 7  | 20 | 40 | 56 | -16  |
| 18   | SM Caen                | 37  | 38 | 8  | 13 | 17 | 42 | 49 | -7   |
| 19   | FC Nantes (P)          | 37  | 38 | 9  | 10 | 19 | 33 | 54 | -21  |
| 20   | Le Havre AC (P)        | 26  | 38 | 7  | 5  | 26 | 30 | 67 | -37  |

Légende :
- Ligue des champions 2009-2010, phase de groupes : 1er et 2e
- Ligue des champions 2009-2010, tour de barrages : 3e
- Ligue Europa 2009-2010, tour de barrages : 4e
- Ligue Europa 2009-2010, 3e tour de qualification : 5e[20]
- Ligue 2 (relégation) : 18e, 19e, 20e

P = Promus de Ligue 2 en 2008 
T = Tenant du titre 2008

### Coupe de la Ligue
| Date             | Tour               | Adversaire     | Lieu            | Score | Buteurs                                    | Public | Diffusion |
| ---------------- | ------------------ | -------------- | --------------- | ----- | ------------------------------------------ | ------ | --------- |
| 11 novembre 2008 | Huitième de finale | EA Guingamp    | Dom.            | 4-2   | Tremoulinas - Obertan (x2)- Cavenaghi (sp) | 13 995 | France 4  |
| 14 janvier 2009  | Quart de finale    | LB Châteauroux | Dom.            | 2-1   | Gouffran - Bellion                         | 9 209  | France 4  |
| 4 février 2009   | Demi-finale        | Paris SG       | Ext.            | 0-3   | Bellion - Diawara - Wendel                 | 40 543 | France 3  |
| 25 avril 2009    | Finale             | Vannes OC      | Stade de France | 4-0   | Wendel - Planus - Gouffran - Gourcuff      | 75 828 | France 2  |

### Coupe de France
| Date           | Tour  | Adversaire       | Lieu | Score | Buteurs | Public | Diffusion |  |
| -------------- | ----- | ---------------- | ---- | ----- | ------- | ------ | --------- |  |
| 3 janvier 2009 | 1/32e | AS Saint-Étienne | Dom. | 0 - 1 |         | 12 272 | France 3  |  |

Les Girondins se font éliminer dès le premier tour de la coupe de France face à une bonne équipe des verts.

### Ligue des champions
Les Girondins, présents dans le chapeau 3, bénéficient d'un tirage compliqué les opposant à Chelsea, l'AS Rome et le club roumain de Cluj.
| Rang | Équipe                | Pts | J | G | N | P | Bp | Bc | Diff |
| ---- | --------------------- | --- | - | - | - | - | -- | -- | ---- |
| 1    | AS Rome               | 12  | 6 | 4 | 0 | 2 | 12 | 6  | +6   |
| 2    | Chelsea               | 11  | 6 | 3 | 2 | 1 | 9  | 5  | +4   |
| 3    | Girondins de Bordeaux | 7   | 6 | 2 | 1 | 3 | 5  | 11 | -6   |
| 4    | CFR Cluj              | 4   | 6 | 1 | 1 | 4 | 5  | 9  | -4   |

| Date              | Tour                        | Adversaire    | Lieu | Score | Buteurs           | Public | Diffusion    |
| ----------------- | --------------------------- | ------------- | ---- | ----- | ----------------- | ------ | ------------ |
| 16 septembre 2008 | Phase de poule, 1re journée | Chelsea       | Ext. | 4 - 0 |                   | 39 687 | Foot+        |
| 1er octobre 2008  | Phase de poule, 2e journée  | AS Rome       | Dom. | 1 - 3 | Gourcuff          | 26 920 | Canal+ Sport |
| 22 octobre 2008   | Phase de poule, 3e journée  | CFR 1907 Cluj | Dom. | 1 - 0 | Cadú (csc)        | 26 213 | Foot+        |
| 4 novembre 2008   | Phase de poule, 4e journée  | CFR 1907 Cluj | Ext. | 1 - 2 | Gourcuff - Wendel | 22 500 | TF1          |
| 26 novembre 2008  | Phase de poule, 5e journée  | Chelsea       | Dom. | 1 - 1 | Diarra            | 32 486 | TF1          |
| 9 décembre 2008   | Phase de poule, 6e journée  | AS Rome       | Ext. | 2 - 0 |                   | 50 000 | TF1          |

L'AS Rome et Chelsea sont qualifiés pour les huitièmes de finale, les Girondins sont reversés en coupe de l'UEFA et Cluj est éliminé de toute compétition européenne pour cette saison.

### Coupe de l'UEFA
| Date            | Tour                      | Adversaire  | Lieu | Score | Buteurs                       | Public | Diffusion |
| --------------- | ------------------------- | ----------- | ---- | ----- | ----------------------------- | ------ | --------- |
| 18 février 2009 | Seizième de finale aller  | Galatasaray | Dom. | 0-0   |                               |        | M6        |
| 26 février 2009 | Seizième de finale retour | Galatasaray | Ext. | 4-3   | Bellion - Chamakh - Cavenaghi |        | W9        |

## Bilan par joueur
| #  | Joueur   | Championnat | Championnat | Coupe de France | Coupe de France | Coupe de la Ligue | Coupe de la Ligue | Ligue des champions | Ligue des champions |        | Totaux | Totaux |
| #  | Joueur   | Matchs      | Buts        | Matchs          | Buts            | Matchs            | Buts              | Matchs              | Buts                | Matchs | Buts   |        |
| -- | -------- | ----------- | ----------- | --------------- | --------------- | ----------------- | ----------------- | ------------------- | ------------------- | ------ | ------ | ------ |
| 16 | Ramé     | 3           | 0           | 0               | 0               | 0                 | 0                 | 0                   | 0                   | 4      | 2      |        |
| 30 | Valverde | 0           | 0           | 0               | 0               | 0                 | 0                 | 0                   | 0                   | 0      | 0      |        |
| 1  | Olimpa   | 0           | 0           | 0               | 0               | 0                 | 0                 | 0                   | 0                   | 0      | 0      |        |

Joueurs de champs actuellement au club
| #  | Joueur      | Championnat | Championnat | Coupe de France | Coupe de France | Coupe de la Ligue | Coupe de la Ligue | Ligue des champions | Ligue des champions |        | Totaux | Totaux |
| #  | Joueur      | Matchs      | Buts        | Matchs          | Buts            | Matchs            | Buts              | Matchs              | Buts                | Matchs | Buts   |        |
| -- | ----------- | ----------- | ----------- | --------------- | --------------- | ----------------- | ----------------- | ------------------- | ------------------- | ------ | ------ | ------ |
| 6  | Jurietti    | 3           | 0           | 0               | 0               | 0                 | 0                 | 0                   | 0                   | 4      | 0      |        |
| 13 | Placente    | 0           | 0           | 0               | 0               | 0                 | 0                 | 0                   | 0                   | 0      | 0      |        |
| 21 | Chalmé      | 3           | 0           | 0               | 0               | 0                 | 0                 | 0                   | 0                   | 4      | 0      |        |
| 23 | Marange     | 0           | 0           | 0               | 0               | 0                 | 0                 | 0                   | 0                   | 0      | 0      |        |
| 28 | Trémoulinas | 0           | 0           | 0               | 0               | 0                 | 0                 | 0                   | 0                   | 0      | 0      |        |
| 3  | Henrique    | 1           | 0           | 0               | 0               | 0                 | 0                 | 0                   | 0                   | 2      | 0      |        |
| 14 | Diawara     | 3           | 0           | 0               | 0               | 0                 | 0                 | 0                   | 0                   | 4      | 0      |        |
| 27 | Planus      | 2           | 0           | 0               | 0               | 0                 | 0                 | 0                   | 0                   | 2      | 0      |        |
| 4  | Diarra      | 3           | 0           | 0               | 0               | 0                 | 0                 | 0                   | 0                   | 4      | 0      |        |
| 5  | Menegazzo   | 3           | 1           | 0               | 0               | 0                 | 0                 | 0                   | 0                   | 4      | 1      |        |
| 19 | Ducasse     | 0           | 0           | 0               | 0               | 0                 | 0                 | 0                   | 0                   | 0      | 0      |        |
| 8  | Y. Gourcuff | 1           | 1           | 0               | 0               | 0                 | 0                 | 0                   | 0                   | 2      | 1      |        |
| 17 | Wendel      | 3           | 0           | 0               | 0               | 0                 | 0                 | 0                   | 0                   | 4      | 0      |        |
| 24 | Traoré      | 0           | 0           | 0               | 0               | 0                 | 0                 | 0                   | 0                   | 0      | 0      |        |
| 7  | Gouffran    | 3           | 0           | 0               | 0               | 0                 | 0                 | 0                   | 0                   | 4      | 0      |        |
| 9  | Cavenaghi   | 3           | 2           | 0               | 0               | 0                 | 0                 | 0                   | 0                   | 4      | 2      |        |
| 11 | Bellion     | 3           | 0           | 0               | 0               | 0                 | 0                 | 0                   | 0                   | 4      | 0      |        |
| 15 | Jussiê      | 0           | 0           | 0               | 0               | 0                 | 0                 | 0                   | 0                   | 0      | 0      |        |
| 25 | Saivet      | 1           | 0           | 0               | 0               | 0                 | 0                 | 0                   | 0                   | 1      | 0      |        |
| 26 | Obertan     | 3           | 0           | 0               | 0               | 0                 | 0                 | 0                   | 0                   | 4      | 0      |        |
| 29 | Chamakh     | 1           | 0           | 0               | 0               | 0                 | 0                 | 0                   | 0                   | 2      | 0      |        |

Joueurs de champs prêtés
| Club         | #  | Joueur          | Championnat | Championnat | Coupe de France | Coupe de France | Coupe de la Ligue | Coupe de la Ligue |        | Totaux | Totaux |
| Club         | #  | Joueur          | Matchs      | Buts        | Matchs          | Buts            | Matchs            | Buts              | Matchs | Buts   |        |
| ------------ | -- | --------------- | ----------- | ----------- | --------------- | --------------- | ----------------- | ----------------- | ------ | ------ | ------ |
| Ajaccio (L2) | 14 | Diabaté         | 4           | 2           | 0               | 0               | 0                 | 0                 | 4      | 2      |        |
| Angers (L2)  | 18 | Ayité           | 4           | 0           | 0               | 0               | 0                 | 0                 | 4      | 0      |        |
| Reims (N)    | 10 | Wilfried Moimbé | 4           | 0           | 0               | 0               | 0                 | 0                 | 4      | 0      |        |
| Angers (L2)  | 13 | Ted Lavie       | 0           | 0           | 0               | 0               | 0                 | 0                 | 0      | 0      |        |